# Domingos Lam Ka-tseung
Domingos Lam Ka-tseung; em chinês: 林家駿 GOIH • GCIH • GOC (Hong Kong, 9 de abril de 1928 – Macau, 27 de julho de 2009) foi um sacerdote católico e Bispo de Macau.

## Biografia
Domingos Lam nasceu em Hong Kong, no dia 9 de Abril de 1928. Veio para Macau quando ainda era uma criança e estudou no Colégio Diocesano de São José e no Instituto Salesiano. Foi padrinho de crisma de John Tong, futuro bispo de Hong Kong, que estudou juntamente com ele no Seminário de São José. Foi ordenado padre católico em Macau, no dia 27 de Dezembro de 1953. Foi pároco da Igreja de Nossa Senhora do Carmo em 1959-1962. Entre 1962 e 1973, desempenhou actividade missionária na paróquia de São José (Singapura), que naquela altura era uma missão portuguesa dependente da Diocese de Macau. Regressado a Macau, foi nomeado vigário-geral da diocese em 1976.

### Episcopado
No dia 8 de Setembro de 1987 foi nomeado Bispo-coadjutor da Diocese de Macau e no dia 6 de Outubro de 1988 foi nomeado Bispo da Diocese de Macau, substituindo o Bispo D. Arquimínio Rodrigues da Costa, o último bispo de etnia portuguesa desta diocese da Igreja Católica. Com isto, D. Domingos tornou-se assim no primeiro bispo de etnia chinesa da Diocese de Macau.
Durante o seu bispado, teve o importante trabalho de preparar a diocese e os seus católicos para a transferência de soberania de Macau para a República Popular da China, que ocorreu no dia 20 de Dezembro de 1999. Entre outras coisas, ele conseguiu garantir autonomia financeira à diocese, para que ela, depois de 1999, possa continuar a manter a integridade do seu património, da sua rede de infra-estruturas e das suas funções sócio-religiosas. Esta autonomia era fundamental para a sobrevivência da diocese, que deixou de receber subsídios governamentais depois de 1999, devido ao fim do Padroado português. Esta solidez financeira provém do seu fundo de reserva, das suas numerosas propriedades em Macau e das suas acções, títulos, contas a prazo e investimentos nas bolsas de Nova Iorque, Hong Kong e Londres. Durante esta reorganização e consolidação financeira, ele vendeu também várias propriedades diocesanas, que foi interpretado como uma posição de cautela face à transferência de soberania.
Preocupado também com as questões pastorais e educativas, D. Domingos Lam criou os Cursos de Formação de Catequistas e de Teologia para leigos; atribuiu bolsas de estudo; enviou vários sacerdotes para estudarem no exterior; contribuiu para a criação do Instituto Inter-Universitário de Macau, em 1996; e criou em 2000 as quase-paróquias de São Francisco Xavier, em Mong-Há, e de São José, em Iao Hon. Reorganizou e fortaleceu também a rede de infra-estruturas das paróquias de Macau e apoiou várias iniciativas e instituições culturais e educativas, principalmente aquelas que estavam relacionadas com a música. Aliás, ele gostava e interessava-se muito pela música e sabia tocar violino, cantar e compor. Reorientou a acção missionária e social da diocese, passando a centrar-se mais no "apoio aos refugiados, aos pobres, [no] cuidado pelas crianças, pelos adultos e idosos, e [na] formação humanística dos jovens". Na sua qualidade de membro da Comissão de Redacção da Lei Básica de Macau, ele defendeu o futuro da Igreja Católica em Macau, a liberdade religiosa, o direito das organizações religiosas de criarem e manterem escolas e a protecção do património cultural.
Apesar de ser chinês, era um grande conhecedor da cultura portuguesa e mantinha laços de amizade com as comunidades portuguesa e macaense. Sendo uma pessoa trabalhadora, inteligente, reflexiva, frontal, cordial, afável, jovial, animadora e conciliadora, ele dominava também diversas línguas, tais como o português, o latim, o cantonense, o mandarim, o inglês, o italiano, o espanhol e o francês. Escreveu e publicou algumas obras, entre as quais se destaca "A Diocese de Macau – Durante os Anos de 1967 a 1997".
Resignou no dia 30 de Junho de 2003, aos 75 anos de idade, sendo substituído pelo seu sucessor, D. José Lai Hung-seng. Morreu no dia 27 de Julho de 2009, com 81 anos de idade e 59 anos de sacerdócio.

### Condecorações
D. Domingos Lam recebeu as seguintes condecorações:
- Grande-Oficial da Ordem do Infante D. Henrique, atribuído a 7 de Setembro de 1990 por Portugal;
- Grã-Cruz da Ordem do Infante D. Henrique, atribuído a 26 de Janeiro de 1996) por Portugal;
- Grande-Oficial da Ordem Militar de Cristo, atribuído a 22 de Janeiro de 2000 por Portugal;
- Medalha do Lótus de Ouro, atribuída em Dezembro de 2002 pelo Governo da Região Administrativa Especial de Macau.